# Koromiko
La ville de Koromiko est une localité de la région de Marlborough dans l’Île du Sud de la Nouvelle-Zélande.

## Situation
La State Highway 1/S H 1 passe à travers le secteur.
La ville de Picton est à environ 6,5 km vers le nord-est, et la ville de Blenheim est à environ 21 km vers le sud  , .

## Accès
L’Aérodrome de Picton (en) est localisé sur le territoire de la ville de Koromiko.
Il permet des vols vers et à partir de la capitale Wellington, plusieurs fois par jour, assurés par la compagnie  Sounds Air (en) .

## Éducation
L’école de Koromiko était une école primaire mixte allant de l'année 1 à 8.
Elle fut fondée en 1873 et fermée au début de l’année 2013 .